# Justinus de Martelaar
Justinus de Martelaar, ook wel Justinus Martyr, was een vroegchristelijke apologeet, die leefde van 100/114 tot ca. 165.

## Leven
Justinus was een bekeerde heiden (niet-jood) en werd een belangrijke apologeet. Wat we over zijn leven weten, komt hoofdzakelijk uit zijn eigen geschriften. Hij is geboren te Flavia Neapolis (het huidige Nablus) in Palestina. Als jonge man bezocht hij diverse filosofische scholen, op zoek naar de waarheid. Op een dag was hij aan het mediteren, mogelijk aan de kust te Efeze. Daar ontmoette hij een vreemdeling die hem de zwakheid van alle filosofische stelsels aantoonde, en op de profeten van de Hebreeuwse Bijbel wees. Justinus, die al eerder onder de indruk was gekomen van de moed van vervolgde christenen, ging over tot het christendom. Hij trok rond in een filosofenmantel, lerend dat hij in Christus een meer perfecte filosofie bezat. Hij gaf les te Efeze en te Rome, alwaar Tatianus een van zijn leerlingen was. 

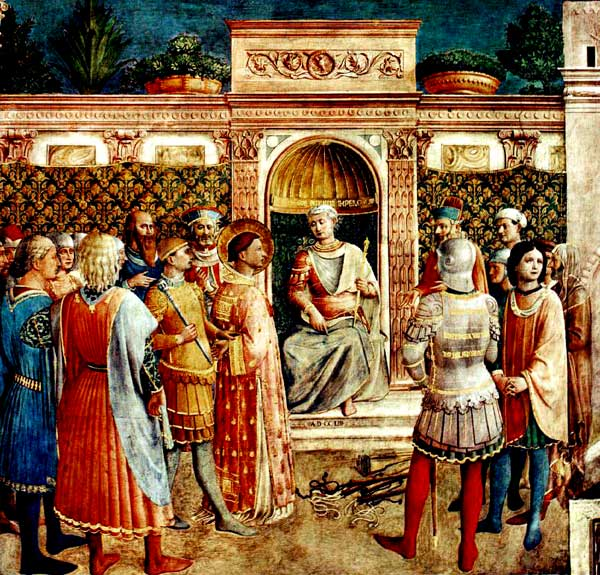
Junius Rusticus presideert over de berechting van Justinus de Martelaar.

Rond 165 werd hij in Rome vanwege zijn christelijke overtuigingen berecht door een rechtbank onder leiding van de stedelijk prefect Junius Rusticus. Dit proces eindigde in de veroordeling en executie van Justinus. Tegen de joden zei hij: "jullie hebben het toppunt van jullie verdorvenheid bereikt in de haat tegen de rechtvaardige die jullie hebben gedood".

## Werken
- Apologia
- Apologia Secunda
- Dialogus cum Tryphone
- Fragmenta operum deperditorum
- De Magia
- Syntagma

Iustini opera, 1636

Justinus bleef na zijn bekering het wereldbeeld van Plato waarderen; diens god was de God van de Bijbel. Hij beschouwde Socrates net als Abraham als christen vóór Christus. 

### Eerste apologie
In zijn eerste apologie, gericht aan keizer Antoninus Pius, verdedigde hij het christendom tegen allerlei beschuldigingen zoals atheïsme, incest, kannibalisme, domheid, etc. Ook legt hij op positieve wijze het leven van de christenen uit; hij stelt dat het christelijke leven hoogstaander is dan wat het heidendom te bieden heeft.
Interessant in de eerste apologie is zijn leer over de Eucharistie, die een inkijk geeft in de leer over het sacrament in de vroege kerk: 

Wij noemen dit eten Eucharistie [Eucharistie betekent dankzegging]; en niemand mag eraan deelnemen, behalve hij die gelooft dat onze leer waar is en die gewassen is in het wassen dat ter kwijtschelding van de zonden en ter wedergeboorte dient [het doopsel], en die daardoor leeft zoals Christus heeft bevolen. Want niet als gewoon brood of gewone drank ontvangen wij deze [het brood en de wijn]; maar net als Jezus Christus onze Heer, die vlees is geworden door het Woord van God, zowel vlees en bloed had voor ons heil, zo ook zijn wij onderwezen dat het eten dat gezegend wordt door het gebed van Zijn woord, en waardoor ons bloed en vlees wordt gevoed door de verandering, zowel het vlees als het bloed van die vleesgeworden Jezus is.

### Tweede apologie
Zijn tweede apologie is een kort, hartstochtelijk protest, veroorzaakt door de executie van mensen alleen maar omdat ze christen waren.

### Dialoog met Trypho
Trypho was een joodse geleerde, die de christenen verweet dat ze de joodse wet hadden gebroken en een mens vereerden. Justinus baseerde zijn argumenten op de Hebreeuwse Bijbel, die in zijn visie van Christus getuigde.

### Bestrijder gnostiek
Justinus wordt beschouwd als de eerste bestrijder van de gnostiek. Van Justinus' tegen de gnostiek gerichte verhandeling over de opstanding Peri anastaseos zijn fragmenten bewaard gebleven in Methodius' Dialoog over de Opstanding en in Johannes Damascenus' Sacra Parellela. Justinus' Commendium tegen Marcion, geciteerd door Irenaeus (IV,vi,2;V,xxvi,2), is waarschijnlijk identiek aan zijn Syntagma.
Eusebius haalt in zijn kerkgeschiedenis 8 werken van Justinus aan. De overige 4 zijn echter verloren gegaan.

## Verering
In de Rooms-Katholieke Kerk en de orthodoxe kerken geldt Justinus als een heilige. Zijn feestdag is op 1 juni.